# Pungert (gmina Ivančna Gorica)
Pungert – wieś w Słowenii, w gminie Ivančna Gorica. W 2018 roku liczyła 25 mieszkańców.